# Kabinett Ba I

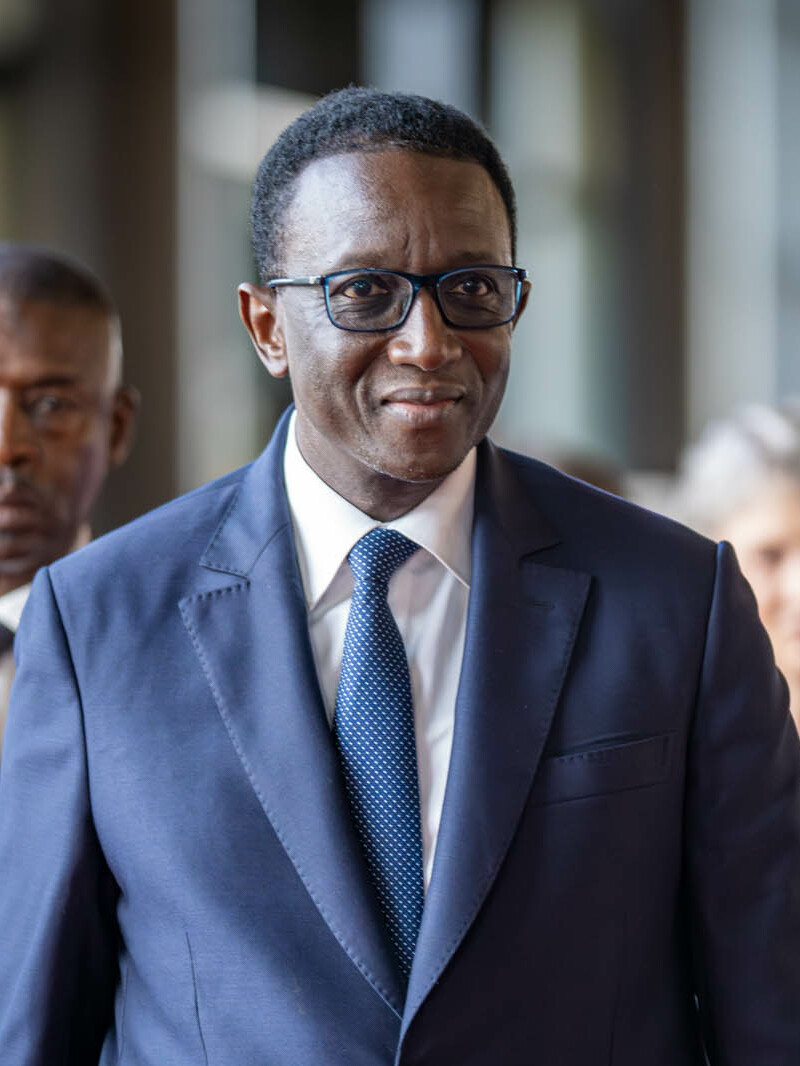
Premierminister Mamadou Ba

Das Kabinett Ba I wurde am 17. September 2022 als Regierung Senegals gebildet. Es löste das Kabinett Sall IV ab, das ab 1. November 2020 amtierte. Nachdem das im Mai 2019 abgeschaffte Amt des Premierministers im Dezember 2021 verfassungsmäßig wieder eingerichtet worden war, wartete der Präsident der Republik Macky Sall die Kommunalwahlen im Januar 2022 und die Konstituierung der ein halbes Jahr später neuzuwählenden Nationalversammlung ab, die am 12. September 2022 erfolgte, bevor er am 17. September 2022 Amadou Ba zum Premierminister und anschließend die Mitglieder seines Kabinetts zu Ministern ernannte und ihnen ihre Ressorts zuwies.
Das Kabinett Ba I bestand aus 38 Ministern. Dem Kabinett gehörten acht Frauen an. Außenministerin blieb Aïssata Tall Sall. Acht Minister waren parteiunabhängig, darunter der Innenminister und der Justizminister. Als Idrissa Seck, der Chef der Koalitionspartei Rewmi im April 2023 als Kandidat für die Präsidentschaftswahl in Senegal 2024 antrat, verließ ihr Abgeordneter in der Nationalversammlung die Koalition und ihre beiden Minister schieden aus dem Kabinett aus. Der Premierminister übernahm ihre beiden Ressorts mit.
Am 6. Oktober 2023 wurde das Kabinett entlassen und eine Regierungsneubildung unter dem bisherigen Premierminister Amadou Ba angekündigt, den er kurz zuvor als seinen Kandidaten für die kommende Präsidentschaftswahl 2024 präsentiert hatte und damit seine eigenen verfassungsmäßig umstrittenen Ambitionen auf eine dritte Amtszeit aufgab.